# Kara Mia
Kara Mia es una serie de televisión filipina transmitida por GMA Network desde el 18 de febrero hasta el 28 de junio de 2019. Está protagonizada por Barbie Forteza y Mika Dela Cruz.

## Sinopsis
Kara y Mia son dos caras en un solo cuerpo, con Kara en el frente y Mia en la espalda. Cuando crezcan, descubrirán la forma de separar su rostro con su propio cuerpo cada noche, mientras regresan a su forma original por la mañana.

## Elenco

### Elenco principal
- Barbie Forteza como Kara Machado Lacson
- Mika Dela Cruz como Mia Machado Lacson

### Elenco secundario
- Jak Roberto como Boni Burgos
- Paul Salas como Chino Burgos
- Carmina Villaroel como Aya Machado-Lacson
- John Estrada como Arthur Lacson
- Glydel Mercado como Julia Garcia
- Mike Tan como Iswal / Wally
- Gina Pareño como Corazón
- Alicia Alonzo como Asunción Machado
- Arthur Solinap como Lex Lacson
- Liezel Lopez como Ellie Garcia
- Althea Ablan como Estrella "Star" Machado Lacson
- April Gustilo como Betty Bahia
- Karenina Haniel como Lerma Jane "LJ" Cariño
- Cheska Iñigo como Madison
- Lui Manansala como la abuela de Boni y Chino
- Madelaine Nicolas como Maria
- Mari Kaimo como Leon